# Hyla versicolor
La rana arbórea gris (Hyla versicolor o Dryophytes versicolor) es una especie de anfibios de la familia Hylidae. Habita en el este de los Estados Unidos y el sureste de Canadá.

## Referencias

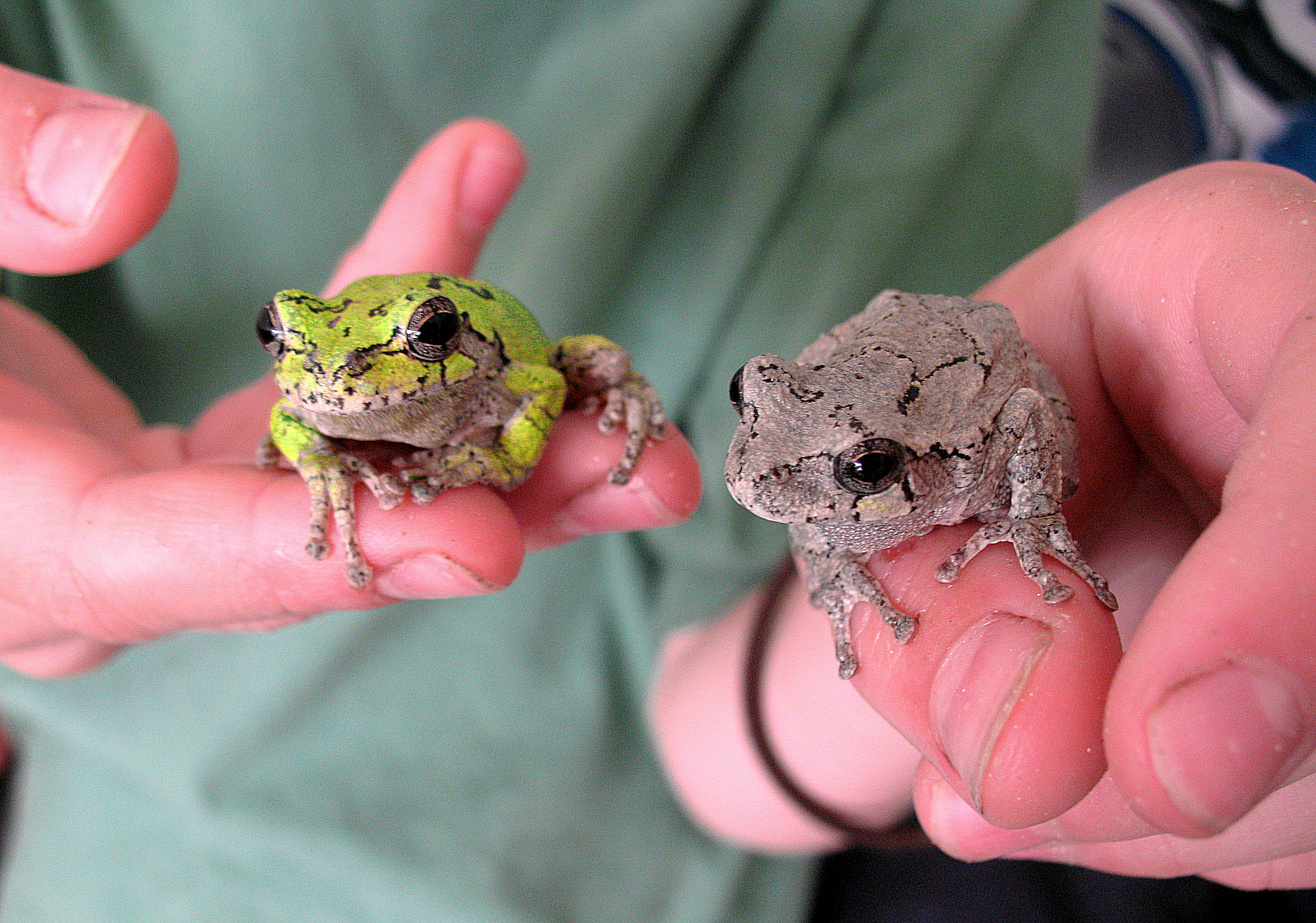
Dos machos